# 周远楣
周远楣（1937年4月—），女，重庆人，中国通信工程师，信息产业部电信研究院高级顾问。曾任第七、八、九、十届全国政协委员。